# Kaolinovo
Kaolinovo (in bulgaro Каолиново?) è un comune bulgaro situato nella regione di Šumen di 21 477 abitanti (dati 2009). La sede comunale è nella località omonima.
Kaolinovo deve il suo nome alla presenza, nei suoi pressi, di una miniera di caolino (da cui si estrae la caolinite). Tale materiale, che viene utilizzato nella produzione di ceramiche e porcellane, nonché nell'industria cartaria, rappresenta la principale risorsa economica della cittadina.

## Località
Il comune è formato dall'insieme delle seguenti località:
- Braničevo
- Dojranci
- Dolina
- Gusla
- Kaolinovo (sede comunale)
- Kliment
- Lisi vrăh
- Ljatno
- Naum
- Omarčevo
- Pristoe
- Sini vir
- Sredkovec
- Tăkač
- Todor Ikonomovo
- Zagoriče